# Podgradina (Slivno)
 Ovo je glavno značenje pojma Podgradina (Slivno). Za druga značenja pogledajte Podgradina (razdvojba).
Podgradina je naselje u sastavu Općine Slivno, Dubrovačko-neretvanska županija. 

## Stanovništvo
Prema popisu stanovništva iz 2001. godine, naselje je imalo 314 stanovnika te 105 obiteljskih kućanstava. Po popisu iz 2011. u Podgradini je 227 stanovnika.
| broj stanovnika |       |       | 449   | 517   | 603   | 718   |       | 823   | 930   | 926   | 866   | 782   | 511   | 382   | 314   | 227   | 194   |
|                 | 1857. | 1869. | 1880. | 1890. | 1900. | 1910. | 1921. | 1931. | 1948. | 1953. | 1961. | 1971. | 1981. | 1991. | 2001. | 2011. | 2021. |